# Extensible Hypertext Markup Language
XHTML (Extensible HyperText Markup Language) est un langage de balisage servant à écrire des pages pour le World Wide Web. Conçu à l'origine comme le successeur de HTML, XHTML se fonde sur la syntaxe définie par XML, plus récente et plus simple que celle définie par SGML sur laquelle repose HTML. Il s'agissait en effet à l'époque de tirer parti des bénéfices techniques attendus de la simplification offerte par XML.

## Le nomXHTML
Comme de nombreux langages fondés sur XML, celui-ci commence par la lettre X, qui représente le mot extensible. Ainsi le premier document décrivant officiellement XHTML s'appelle XHTML 1.0 The Extensible HyperText Markup Language (« XHTML 1.0 Le langage de balisage hypertexte extensible »). C'est cependant l'abréviation XHTML qui est une marque du World Wide Web Consortium (W3C) et qui est seule utilisée dans les spécifications qui ont suivi la version 1.0.

## XHTML, évolution deHTML
XHTML 1.0 reformule simplement HTML 4 en application de XML 1.0. La syntaxe seule change, aucune fonctionnalité n'ayant été ajoutée ni retirée. La conversion d'un document en HTML 4.01 conforme en XHTML 1.0 peut se faire automatiquement sans perte d'information.
XHTML 1.0 est devenu une recommandation du W3C en 2000, et le XHTML 1.1 en 2001. Durant toutes les années 2000, HTML 4 et XHTML sont tous les deux utilisés par les développeurs et interprétés par les navigateurs Web.

### Conversion de HTML en XHTML
Cet exemple illustre les différences syntaxiques les plus courantes entre un document écrit en HTML 4 et en XHTML 1.0.
```
<!DOCTYPE HTML PUBLIC "-//W3C//DTD HTML 4.01//EN">

<
title
>
Exemple HTML 4
</
title
>

<
ul
>

<
li
>
Des éléments comme HTML, HEAD et BODY sont implicites, leurs balises ouvrantes et fermantes sont optionnelles.
</
li
>

<
li
>
De nombreuses balises fermantes sont optionnelles, notamment pour P (paragraphe) et LI (entrée de liste).

<
li
>
Les noms d'éléments et d'attributs peuvent 
<
EM
 
Class
=
"important"
>
librement
</
Em
>
 mélanger majuscules et minuscules.
</
li
>

<
li
>
Certains attributs ont une valeur par défaut 
<
input
 
type
=
"checkbox"
 
checked
 
value
=
"..."
>
.
</
li
>

<
li
>
Les guillemets ne sont pas 
<
em
 
class
=
important
>
toujours
</
em
>
 obligatoires autour des valeurs d'attribut.
</
li
>

<
li
>
Les éléments vides n'ont pas de syntaxe fermante 
<
img
 
src
=
"i.png"
 
alt
=
"i"
>
.
</
li
>

</
ul
>

```

À l'inverse de la syntaxe HTML permissive ci-dessus, le même document doit être « bien formé » pour respecter les règles d'écriture du XHTML :
```
<!DOCTYPE html PUBLIC "-//W3C//DTD XHTML 1.0 Strict//EN" "http://www.w3.org/TR/xhtml1/DTD/xhtml1-strict.dtd">

<html
 
xmlns=
"http://www.w3.org/1999/xhtml"
>

<head>

<title>
Exemple
 
XHTML
 
1.0
</title>

</head>

<body>

<ul>

<li>
Tous
 
les
 
éléments
 
doivent
 
être
 
explicitement
 
balisés.
</li>

<li>
Les
 
balises
 
fermantes
 
ne
 
sont
 
pas
 
optionnelles.
</li>

<li>
Les
 
noms
 
d'éléments
 
et
 
d'attributs
 
<em
 
class=
"important"
>
doivent
</em>
 
être
 
en
 
minuscules.
</li>

<li>
Tous
 
les
 
attributs
 
doivent
 
avoir
 
une
 
valeur
 
explicite
 
<input
 
type=
"checkbox"
 
checked=
"checked"
 
value=
"..."
 
/>
.
</li>

<li>
Les
 
guillemets
 
sont
 
<em
 
class=
"important"
>
toujours
</em>
 
obligatoires
 
autour
 
des
 
valeurs
 
d'attribut.
</li>

<li>
Les
 
éléments
 
vides
 
doivent
 
être
 
fermés
 
<img
 
src=
"i.png"
 
alt=
"i"
/>
.
</li>

</ul>

</body>

</html>

```

## Modularisation de XHTML
Les évolutions suivantes divisent le langage XHTML en modules, chacun regroupant un type de fonctionnalités. Cette division est conçue pour permettre d'étendre le format, ou à l'inverse d'en tirer des sous-ensembles adaptés à des contextes spécifiques. Ainsi :
- XHTML1.1 enrichit XHTML1.0 avec l'élément ruby permettant d'ajouter des annotations aux textes écrits dans les langues idéographiques (japonais, hébreu, chinois…)
- XHTML BASIC est un sous-ensemble simplifié, destiné à l'adaptation des contenus aux clients légers (mobiles)

## Développement du XHTML 2.0
Le XHTML 2.0 était en cours de développement. Il ne devait pas être compatible en ascendance et en descendance, notamment à cause de l'introduction de XForms et de XFrames.
Finalement, le 2 juillet 2009, le W3C a officiellement annoncé l'abandon du développement du XHTML 2 afin de se consacrer entièrement à son successeur : le HTML5.

## Document Valide XHTML
Pour qu'un document soit valide XHTML, il doit avoir une déclaration de type (DOCTYPE) et un encodage (ISO ou UTF) conforme aux spécifications du W3C.

### La déclaration XML
La déclaration XML n'est requise que dans quelques conditions d'encodage (jeu de caractères autre qu'UTF-8 en particulier), et lorsque le document est traité en tant que document XML (type de contenu application/xhtml+xml). La plupart des documents XHTML 1.0 ne l'exigent donc pas. Il entraîne par ailleurs dans le navigateur web Internet Explorer 6.0 un mode d'interprétation problématique des Cascading Style Sheets et des scripts JavaScript. Néanmoins, la version Internet Explorer 8 tend à se rapprocher des autres navigateurs et à se conformer au CSS.
En fonction du jeu de caractères retenu, le document peut donc commencer par l'instruction suivante mise en première ligne :
```
<?xml version="1.0" encoding="iso-8859-1"?>

```

Quelques exemples de Déclaration de Type de Documents en XHTML :
XHTML 1.0 Strict
<!DOCTYPE html
PUBLIC "-//W3C//DTD XHTML 1.0 Strict//EN"
"http://www.w3.org/TR/xhtml1/DTD/xhtml1-strict.dtd">

XHTML 1.0 Transitional
<!DOCTYPE html
PUBLIC "-//W3C//DTD XHTML 1.0 Transitional//EN"
"http://www.w3.org/TR/xhtml1/DTD/xhtml1-transitional.dtd">

XHTML 1.0 Frameset
<!DOCTYPE html
PUBLIC "-//W3C//DTD XHTML 1.0 Frameset//EN"
"http://www.w3.org/TR/xhtml1/DTD/xhtml1-frameset.dtd">

### Déclaration XMLNS
La redondance des attributs xml:lang et lang n'est requise qu'en cas de document XHTML 1.0 traité en tant que document text/html, selon les recommandations (non normatives) de compatibilité XHTML/HTML. On écrira alors :
```
<
html
 
xmlns
=
"http://www.w3.org/1999/xhtml"
 
xml:lang
=
"fr"
 
lang
=
"fr"
>

```

Dans un document XHTML 1.0 traité en tant que document application/xhtml+xml ou dans un document XHTML 1.1 et au-delà, on écrira obligatoirement :
```
<
html
 
xmlns
=
"http://www.w3.org/1999/xhtml"
 
xml:lang
=
"fr"
>

```

#### XHTML 1.0
- W3C Recommendation: XHTML 1.0 The Extensible HyperText Markup Language (Second Edition) (en)

#### XHTML 1.1
- W3C Recommendation: XHTML 1.1 - Module-based XHTML - Second Edition (en)
- W3C Recommendation: XHTML 1.1 Basic (en)
- W3C Working Draft: An XHTML + MathML + SVG Profile (en)

#### XHTML 2.0
- W3C Working Draft: XHTML 2.0 (en)

### Autres

#### Traductions des recommandations du W3C
- XHTML 1.0 : Le langage de balisage hypertexte extensible
- XHTML élémentaire
- XHTML 1.1 - XHTML modulaire

#### Outils de validation
- (en) Validator du W3C (version anglaise)